# Annie Boclé
Annie Boclé épouse Clidière (née le 6 juillet 1957 à Paimpol) est une athlète française, spécialiste du lancer du javelot. 

## Biographie
Elle remporte trois titres de championne de France du lancer du javelot, en 1974, 1976 et 1980. 
La lanceuse paimpolaise est demeurée, avec un jet de 52,92 m, recordman de France du 9 juillet 1976 au 4 juillet 1981. 
Son record personnel au lancer du javelot est finalement de 54,58 m (1981).

### Palmarès
- Championnats de France d'athlétisme :
  - vainqueur du lancer du javelot en 1974, 1976 et 1980

### Records
| Épreuve           | Performance | Lieu | Date |
| ----------------- | ----------- | ---- | ---- |
| Lancer du javelot | 54,58 m     |      | 1981 |